# The Boy in the Sailor Suit
The Boy in the Sailor Suit is het zevende muziekalbum dat Dave Cousins uitbracht onder zijn eigen naam. Op dit album wordt hij begeleid door The Blue Angel Orchestra, genoemd naar een van de albums van Cousins’ band Strawbs. Het is een album met een combinatie van folk, singer-songwriter, bluegrass gelardeerd met een beetje progressieve rock en blues, min of meer de stijl die Strawbs toen ook hanteerde. Opnamen vonden plaats in vijf dagen in april 2007 in The Ecology Room, een geluidsstudio in Kent.
Het album kreeg in 2020 een heruitgave via Esoteric Recordings, dat een groot deel van de Strabscatalogus opnieuw uitbracht; hier met drie extra livetracks. Er werd toen een vergelijking gemaakt met Year of the cat van Al Stewart. 

## Musici
- Dave Cousins – zang, gitaar;
- Miller Anderson – gitaar;
- Ian Cutler – viool;
- Chas Cronk – basgitaar; (Strawbs)
- Chris Hunt – slagwerk;
- gastmusici Chris Ball (piano) en Tony Attwood (orgel), Elizabeth Tophill, Frances Tophill (achtergrondzang).

## Composities
Alle liedjes door Cousins zelf geschreven behalve waar aangegeven:
1. Never take sweets from a stranger (4:41)
2. Mellow mood (6:19)
3. The smile you left behind (3:08)
4. Calling out my name (3:31)
5. Mother luck (6:16)
6. Wish you were here (5:19)
7. Skip to my Lou (DC met Conny Conrad)(4:50)
8. Lonely days, lonely nights (DC met Conny Conrad)(4:55)
9. Bringing in the harvest (4:36)
10. Hellfire blues (5:42)